# Alessandro de Maigret
Alessandro de Maigret (Perugia, 14 agosto 1943 – Umbertide, 14 febbraio 2011) è stato un archeologo e orientalista italiano.

## Biografia
La sua formazione ha avuto inizio presso l'Istituto di Studi del Vicino Oriente dell'Università di Roma, ma una buona parte della sua vita accademica si è svolta nell'Università degli Studi di Napoli "L'Orientale".
Si dedicò poi agli scavi archeologici, soprattutto in Vicino Oriente, e per circa sei anni, dal 1970 al il 1976, fece parte della Missione archeologica italiana in Siria nella località di Ebla, dove venne portata alla luce una città. Diresse poi altre campagne di scavo nella Repubblica dello Yemen, dal 1983, nella località di Baraqish, e quindi dal 1998 portando alla luce i resti della città di Tamna.
Nell'aprile-maggio 2009, Alessandro de Maigret ha condotto una prima campagna di scavi nel sito saudita di Dūmat al-Jandal (la Adumatu degli Assiri), nell'ambito di un progetto quinquennale italo-saudita di ricerche, volto a mettere in luce e valorizzare il passato di un'oasi che fu la prima capitale degli antichi Arabi (VII sec. a.C.) ed uno dei più importanti centri commerciali dell'Arabia del Nord. Una seconda campagna di scavi a Dūmat al-Jandal si è svolta in ottobre-novembre 2010.
Nel dicembre 2010, risultando impraticabile per problemi tribali una continuazione degli scavi sui siti di Tamna' e Barāqish, Alessandro de Maigret ha diretto una prima campagna di ricerche nel sito yemenita di Ghayman (Provincia di Ṣanʿāʾ), con lo scopo di studiare e valorizzare un centro di grande importanza storica in epoca himyarita (II sec. a.C. - III secolo d.C.).